# エレア・ガイスラー
エレア・ガイスラー（Elea Geissler、1988年2月26日 - ）は、ドイツの女優。

## 出演作品
- 小さな魔法使いと秘密の城 リトル・ウィッチ2（アルカディア）
- リトル・ウィッチ ビビと魔法のクリスタル